# Ramosze (Amarna)
Ramosze ókori egyiptomi tisztségviselő volt a XVIII. dinasztia idején, az Amarna-korban. Nem tudni, azonos-e a thébai TT55 sír birtokosával, Ramosze vezírrel. Sírja az amarnai déli nemesi sírok közül az EA11. Ramosze címei: „Királyi írnok”, „A Két Föld ura katonáinak parancsnoka”, „Nebmaatré (III. Amenhotep) birtokának háznagya”.
Egyszerű, kisméretű sírjának bejárata mindkét oldalon díszített, szokásos szövegekkel és a kártusokat imádó Ramosze alakjával. A bejárati folyosó balján erősen megrongálódott jelenetben Ehnaton tömjént ajánl fel Atonnak, Nofertiti talán olajat, egyik lányuk, Meritaton is látható. Jobboldalt a térdelő Ramosze a király nagylelkűségét dicséri.
A csarnok díszítetlen, leghátul díszes kerettel körülvett falmélyedésben Ramoszét és nővérét, Nebetjunetet ábrázoló kettős ülőszobor, melyet a sziklából faragtak ki és vakolattal borítottak.